# إدوارد فريمان
إدوارد أغسطس فريمان (بالإنجليزية: Edward Augustus Freeman) (2 أغسطس 1823 - 16 مارس 1892) هو مؤرخ وفنان معماري وسياسي ليبرالي إنجليزي اشتهر في أواخر القرن التاسع عشر في أوج عهد رئيس الوزراء وليم غلادستون، كما كان مرشحا للبرلمان. شغل منصب أستاذ ملكي للتاريخ الحديث في أكسفورد، حيث درّس آرثر إيفانز. تعاون الاثنان في المجلد الرابع من كتابه عن تاريخ صقلية. كان كاتبًا غزير الإنتاج ونشر 239 عملاً متميزًا. ومن أشهر أعماله تاريخ الفتح النورماندي لإنجلترا (نُشر في ست مجلدات، 1867-1879). مات قبل أن يشتري إيفانز الأرض التي سيحفر منها قصر كنوسوس.

## السيرة

### بدايات حياته
ولد فريمان في دير ميتشلي في قرية هاربورن في وركشير (الآن إحدى ضواحي برمنغهام). منحه والداه اسمه الأوسط من الشهر الذي ولد فيه. كانت عائلته متواضعة، ولكن جده جوزيف فريمان (حوالي 1768-1822)، كان رجلاً ثريًا وملك قاعة بدمور هول. تم التخاصم على وصيته عند وفاته، واستهلك أتعاب المحامين أغلب التركة ولم ينل أبناؤه سوى القليل منها.
لم تكن صحة العائلة جيدة، وأخروا تعميد إدوارد لمدة عام لتجنب التعرض للأمراض المعدية. أصيبت الأسرة بمأساة في نوفمبر 1824 عندما توفي الأب بمرض مجهول، وتوفيت الأم بعد أربعة أيام بمرض السل، وتوفيت الابنة الكبرى ماري آن، وعمرها 14 عامًا، بمرض غير معروف في نفس اليوم. تولت جدّة إدوارد أم أبيه، إميت فريمان، مسؤولية الناجين الثلاثة، إدوارد ذو العام وشقيقتيه سارة وإيما وعمرهما 13 و 10 سنوات على التوالي، وأحضروهم إلى منزلها في ويستون سوبر مير في مقاطعة سومرست (إنجلترا). توفيت إيما عام 1826 عندما كان إدوارد في الثالثة من عمره.

### التربية والزواج
تلقى فريمان تعليمه في مدارس خاصة وعلى يد مدرس خاص. حتى عندما كان صبيا، كان مهتمًا بالأمور الدينية والتاريخ والسياسة الخارجية. حصل على منحة دراسية إلى كلية الثالوث الأقدس في أكسفورد، وانتخب زميلًا في كليته (1845). تأثر كثيرًا بحركة الكنيسة العليا أثناء وجوده في أكسفورد، وفكر بدخول الكهنوت لكنه تخلى عن الفكرة. تزوج من إليانور غوتش (1818-1903) ابنة مدرسه السابق القس روبرت جوتش، في 13 أبريل 1847 وانشغل بعدها بحياة الدراسة.
عاش فريمان في لانرومني هول في كارديف. اشترى فريمان فيما بعد منزلاً بالقرب من مدينة ويلز، سومرست واستقر هناك عام 1860.

### الوفاة

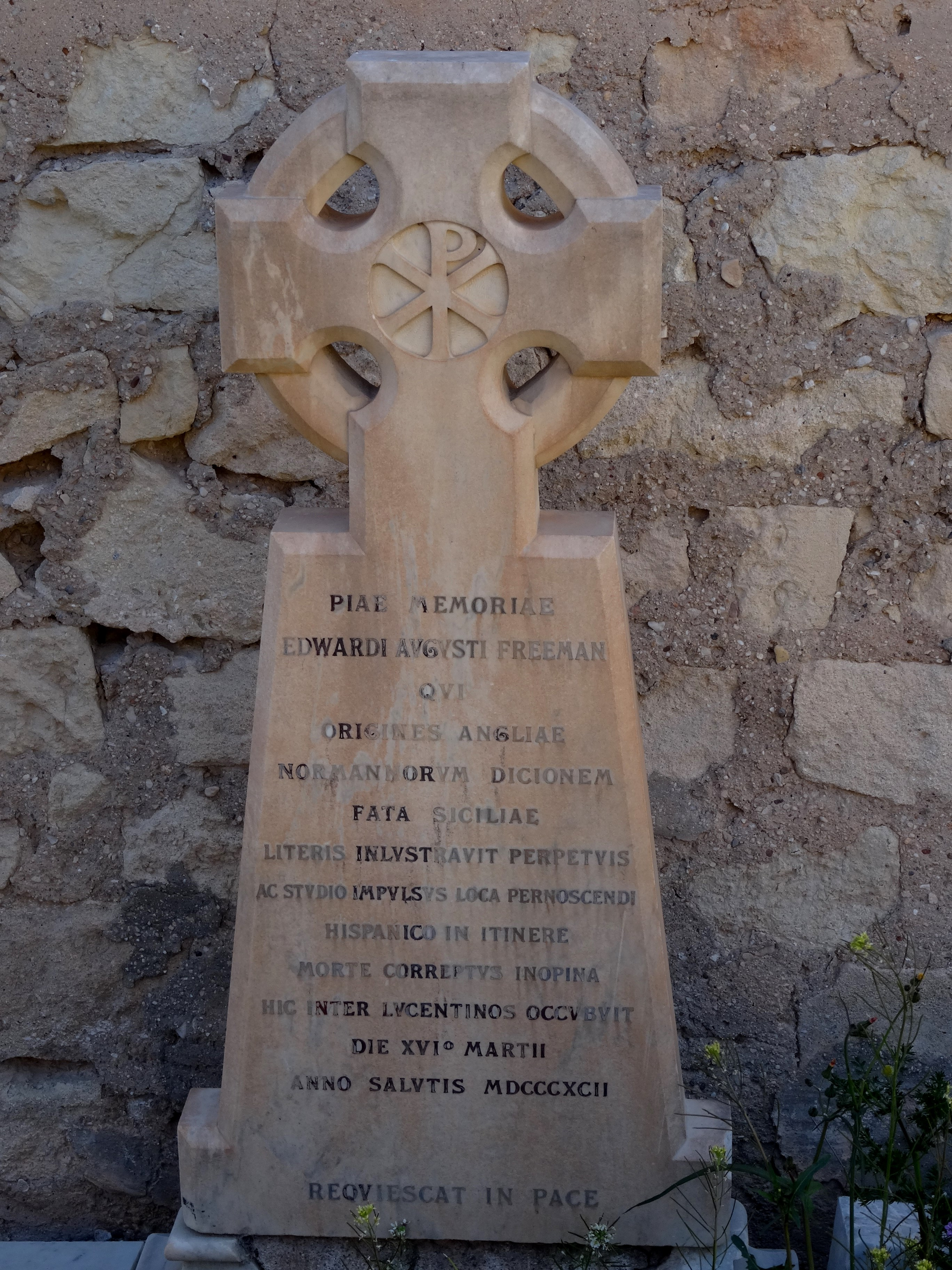
قبر إدوارد فريمان في أليكانتي

منذ عام 1886، اضطر فريمان على قضاء الكثير من وقته في الخارج بسبب اعتلال صحته. في فبراير 1892 زار إسبانيا بصحبة زوجته وابنتيه. مرض في بلنسية في 7 مارس، لكنه ذهب في التاسع من الشهر إلى أليكانتي، حيث ثبت أن مرضه هو الجدري. توفي في أليكانتي في 16 مارس، ودُفن في المقبرة البروتستانتية هناك (يشار إليها الآن باسم قسم "المقبرة البريطانية"). أنجب ولدين وأربع بنات. كتب النقش اللاتيني على قبره صهره، السير آرثر إيفانز.